# Ilmari Salminen
Ilmari R. Salminen (Elimäki, 21 settembre 1902 – Kouvola, 5 gennaio 1986) è stato un mezzofondista finlandese, campione olimpico dei 10000 metri piani a Berlino 1936.

## Biografia
Nato ad Elimäki nel 1902, Salminem è stato uno dei migliori mezzofondisti durante gli anni trenta.
La sua carriera internazionale ha inizio nel 1934 ai Campionati europei svoltisi a Torino; qui si mette in luce vincendo due medaglie, il bronzo nei 5000 metri piani e soprattutto l'oro nei 10000 metri.
Due anni dopo, ai Giochi olimpici che si tengono a Berlino, Salminen giunge solo sesto nella finale dei 5000 metri ma il giorno successivo, sulla distanza doppia, vince il titolo olimpico precedendo di soli 2 centesimi il suo connazionale Arvo Askola. A completare il podio, totalmente finlandese, ci sarà anche il bronzo di Volmari Iso-Hollo.
Nella stagione successiva Salminen stabilisce il nuovo primato mondiale dei 10000 m correndo in 30'05"6. L'ultima sua partecipazione ad una competizione di rilievo internazionale avviene nel 1938 quando conquista, sempre sui 10000 m, il suo secondo oro europeo nella massima competizione continentale che ha luogo a Parigi.
Ritiratosi dalla carriera agonistica nel 1939, muore nel 1986 a Kouvola.

## Palmarès
| Anno | Manifestazione  | Sede    | Evento        | Risultato | Prestazione | Note |
| ---- | --------------- | ------- | ------------- | --------- | ----------- | ---- |
| 1934 | Europei         | Torino  | 5000 m piani  | Bronzo    | 14'43"6     |      |
| 1934 | Europei         | Torino  | 10000 m piani | Oro       | 31'02"6     |      |
| 1936 | Giochi olimpici | Berlino | 5000 m piani  | 6º        | 14'39"8     |      |
| 1936 | Giochi olimpici | Berlino | 10000 m piani | Oro       | 30'15"4     |      |
| 1938 | Europei         | Parigi  | 10000 m piani | Oro       | 30'52"4     |      |